# Pterolophia deducta
Pterolophia deducta là một loài bọ cánh cứng trong họ Cerambycidae.